# Estádio Municipal José Maria de Campos Maia
O Estádio Municipal José Maria de Campos Maia é um estádio de futebol brasileiro, localizado na cidade de Mirassol, no estado de São Paulo sendo a casa do Mirassol Futebol Clube.

## História
Foi inaugurado em 9 de novembro de 1925  o estádio recebeu o nome em homenagem a José Maria de Campos Maia, um famoso empresário e prefeito da cidade (1951; 1956–1959), que gentilmente doou o terreno para a construção do estádio como um presente para o povo de Mirassol. Está situado na Avenida Lauro Luchesi, s/nº e tem capacidade para 19.000 Pessoas, e as dimensões do estádio são 102 x 70m.
O estádio foi reinaugurado em 3 de março de 1983 em uma partida entre Mirassol e Jalesense.
Em 2013, o Mirassol venceu o Palmeiras por 6 a 2. Essa é a maior goleada sofrida pelo Verdão em jogo pelo Campeonato Paulista no século.
Em 2017, o Mirassol gastou R$ 230.000 para reformar o gramado do estádio e instalar um novo sistema de drenagem e irrigação.
O recorde de público no estádio foi registrado no dia 10 de fevereiro de 2018, durante partida do Campeonato Paulista em que o Palmeiras derrotou o Mirassol por 2 x 0, com a presença de 11.967 pessoas.